# Truppenverwaltung
Die Truppenverwaltung der deutschen Bundeswehr nahm bestimmte Aufgaben der Bundeswehrverwaltung wahr, die im Frieden wie im Einsatz unmittelbar bei den Streitkräften (militärische Organisationsbereiche der Bundeswehr) anfallen. Ab Größenordnung Division und aufwärts wurden die Aufgaben von der Abteilung Verwaltung wahrgenommen.
Die Truppenverwaltung war keine selbständige Dienststelle der Bundeswehrverwaltung, sondern organisatorisch als Teileinheit dem zugehörigen Truppenteil eingegliedert und mit Beamten und Arbeitnehmern besetzt. Zudem waren die Rechnungsführer fachlich der Truppenverwaltung unterstellt. In der Truppenverwaltung flossen Arbeiten aus fast allen Verwaltungsbereichen der Bundeswehrverwaltung zusammen wie Haushalts-, Kassen- und Nebengebührniswesen, Arbeits-, Tarif- und Sozialversicherungsrecht und Verpflegung.
Am 1. Januar 2007 wurden die Truppenverwaltungen mit den damaligen Standortverwaltungen zu den neuen Bundeswehr-Dienstleistungszentren (BwDLZ) fusioniert. Die vormalige Truppenverwaltung wurde in die vier Teilbereiche der BwDLZ nahtlos eingebunden; der größte Teil im Teilbereich „Finanzen“. Der Aufgabenbereich Truppenverwaltung wurde für einen kurzen Übergangszeitraum in Servicebereich Truppe umbenannt. Ab Mai/Juni 2007 wurde die Zielstruktur der Bundeswehr-Dienstleistungszentren eingenommen, in welchem es weder organisatorisch noch fachlich einen Unterschied zwischen der Truppen- und Standortverwaltung mehr gab. 